# Aussac-Vadalle
Aussac-Vadalle è un comune francese di 442 abitanti situato nel dipartimento della Charente, nella regione della Nuova Aquitania.

## Società

### Evoluzione demografica
Abitanti censiti